# Filliers

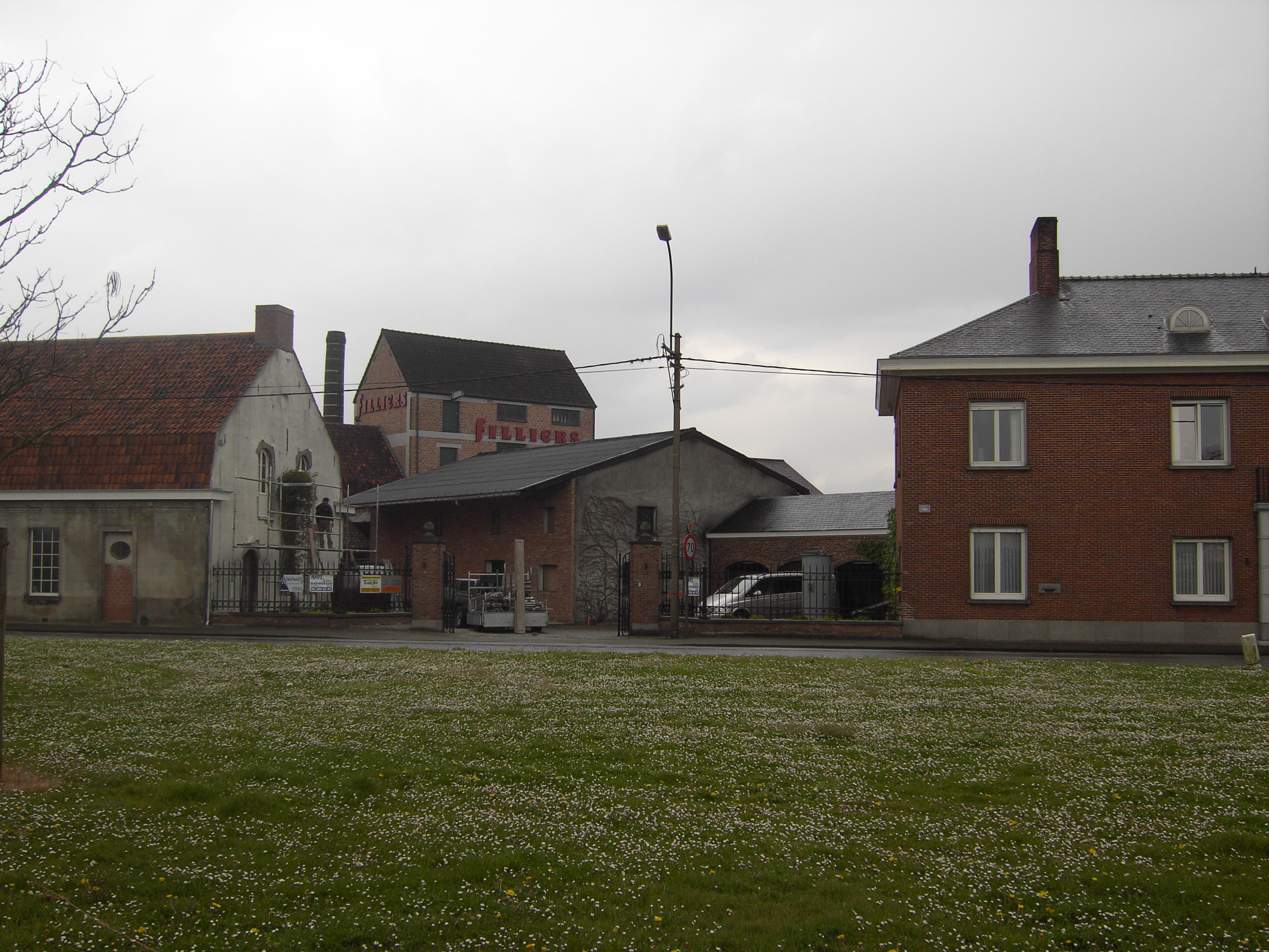
De gebouwen van Filliers in Deinze

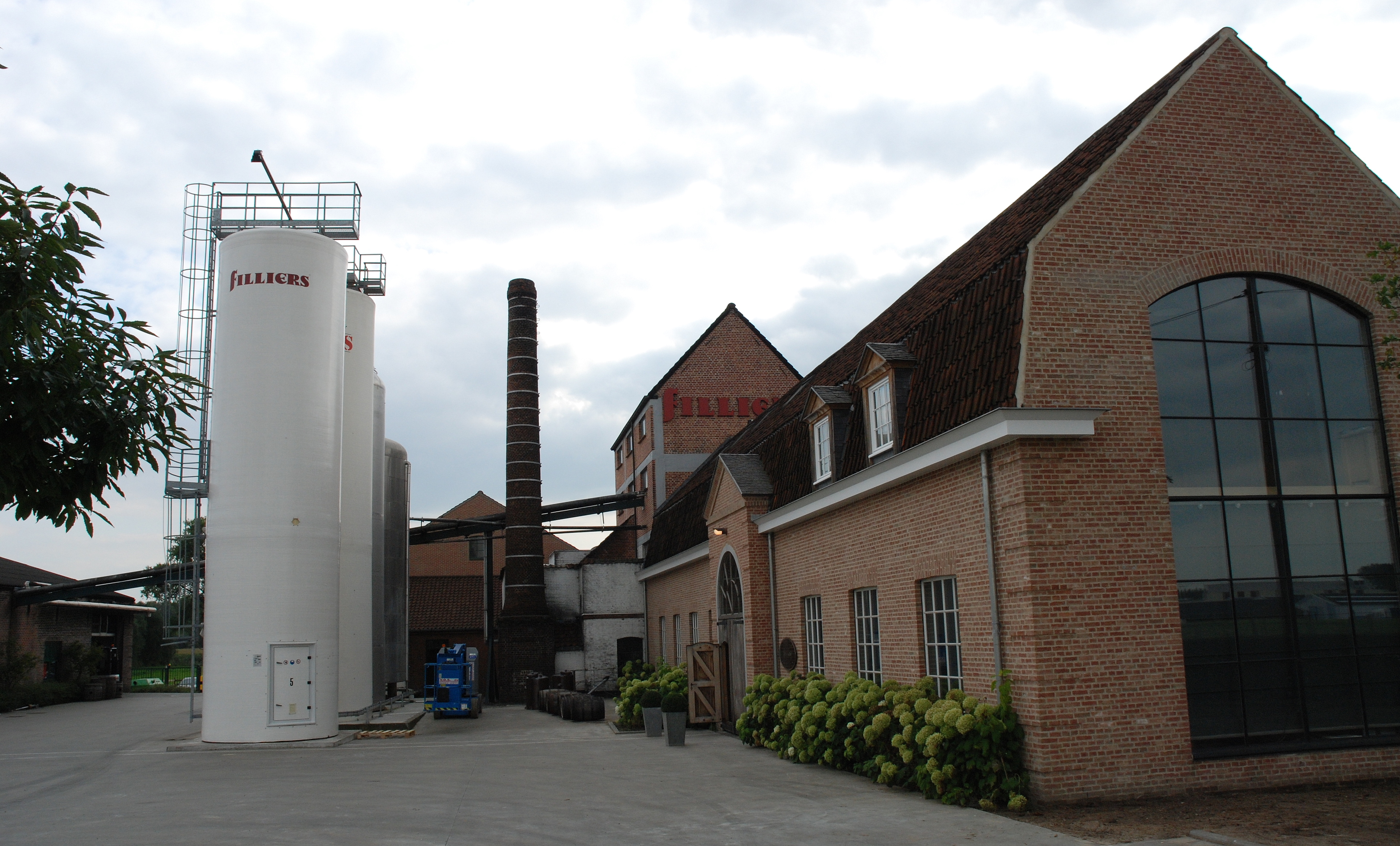
Graanstokerij Filliers in 2008

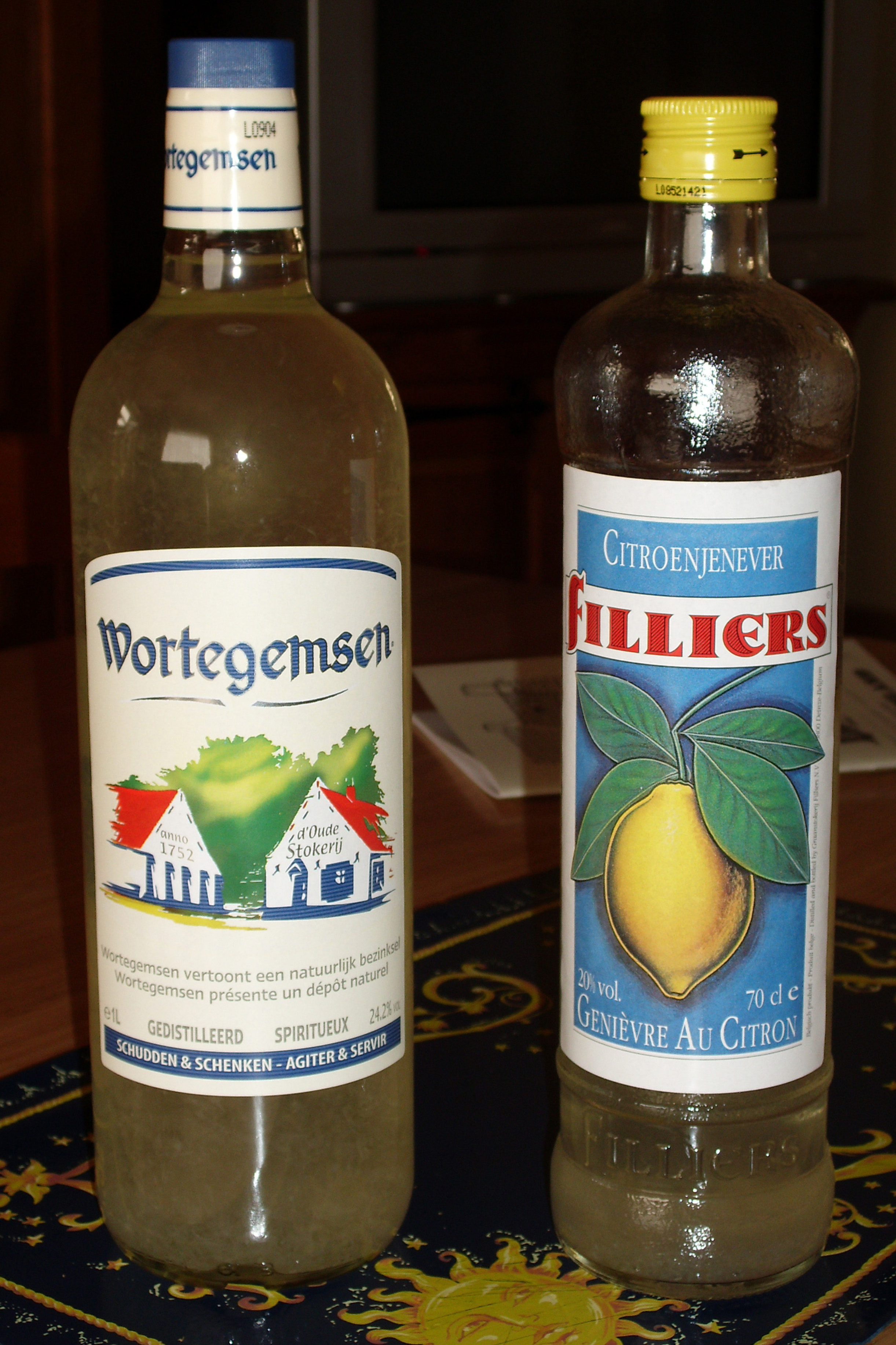
Enkele producten van stokerij Filliers

Graanstokerij Filliers is een jeneverstokerij in het Oost-Vlaamse Bachte-Maria-Leerne (Deinze) in België.

## Zes generaties
Het bedrijf werd opgericht rond 1880 door Kamiel Filliers, die toen een vergunning kreeg om jenever te stoken op zijn boerderij. Zodoende kon hij het eigen gekweekt graan in de winter verwerken tot jenever. De uitbating kwam er in de plaats van de in 1863 door brand geteisterde landbouwstokerij van zijn oom Ferdinand Bernard Filliers.
In het interbellum kwam de derde generatie in de persoon van Firmin Filliers aan zet. Diens zonen Louis en Carlos Filliers kregen na de Tweede Wereldoorlog de leiding in handen. 
Vanaf 1980 stond het bedrijf onder het beheer van de vijfde generatie, namelijk neven Jan en Bernard Filliers. Sinds 2018 kwam de leiding in handen van Bernard Cnudde uit Oudenaarde.

## Producten
Na de Eerste Wereldoorlog toonde Firmin Filliers zich een visionair ondernemer. Zo ontwikkelde hij in 1928 het allereerste Belgische gin recept. Op basis van dit recept bracht Filliers in 2010 als eerste Belgische bedrijf gin op de markt, de Filliers Dry Gin 28. 
Na de Tweede Wereldoorlog nam het bedrijf een doorstart. De koperen installatie, die was verstopt in een zijtak van de Leie, werd terug opgevist en er kon weer gestookt worden.  
Tot 1975 bleef het een eigenlijke landbouwstokerij met volledige ecologische kringloop waarbij de resten van het stoken als veevoer diende en de dierenmest aangewend werd om het land te bemesten. Daarna werd de landbouwtak afgebouwd en werd de productie van graanjenever opgedreven.
Het assortiment werd ook uitgebreid. In 1970 brachten ze een advokaat op de markt volgens het recept van Julia Denecker, de vrouw van wijlen Firmin Filliers.  Ook kwamen de jenevers met fruitsmaken aan de beurt. Later volgen de creamjenevers met chocolade-, vanille-, kokosnoot-, banaan- en amarettosmaken.
In 2009 nam Filliers zijn sectorgenoot Wortegemsen, de in Waregem gevestigde stokerij  van citroenjenever over van Albert Kint. Daardoor werd Filliers Belgisch marktleider in het segment van de jenevers. Hierdoor steeg de omzet naar 18 miljoen euro.
Een andere evolutie was de productie vanaf 2007 van een eigen merk single malt whisky: Goldlys Family Reserve via dubbele kolomdistillatie. De naam verwijst naar de nabijgelegen rivier de Leie. Het is een driejaaroude graanwhisky die rijpt op Bourbon vaten van Amerikaanse eik.
Filliers produceert ook het halffabricaat moutwijn, een puur graandistillaat tot 46-47% vol. gestookt. Het wordt in bulk geleverd aan andere producenten van jenevers in de Benelux en Canada, onder meer aan het Nederlandse Bols.

## Ongeval
Op 31 oktober 2008 werd bedrijfsleider en meester-stoker Jan Filliers het slachtoffer van een dodelijk busongeluk in het zuiden van Egypte. Jan Filliers was, samen met zijn vrouw en vier kinderen, op weg naar Aboe Simbel. Samen met hem kwamen vijf andere Belgen om het leven.
Amper één maand voor het ongeval werd Jan Filliers, in een krantendossier "M/V's met macht" van het Nieuwsblad, uitgeroepen tot een van de tien invloedrijkste Deinzenaren. Jan Filliers werd beschouwd als een van de sleutelfiguren in Deinze en omschreven als een joviale man die steeds de tijd nam om bezoekers een rondleiding te geven in de stokerij waar hij zo trots op was.
Ter nagedachtenis is een organisatie voor MVO opgericht die zijn naam draagt. In 2022 is deze stichting opgeheven.

## Gebouw
De originele stokerijsite is opgenomen in de inventaris onroerend erfgoed als bouwkundig erfgoed sinds 1991.
In 1996 werd in het bedrijf een koperen distilleerkolom van Filliers als monument heropgebouwd. Architect voor deze vijfmeterhoge constructie was Xavier Donck. 